# La Humanitat
La Humanitat fue un diario español, de ámbito catalán, editado entre 1931 y 1939.

## Historia
Fundado en noviembre de 1931 por Lluís Companys, en oposición al grupo de L'Opinió, estando dirigido inicialmente por el propio Companys. Primero va a ser un diario de tarde, si bien posteriormente pasaría a ser un diario matutino; se configuraría como el órgano oficial de Esquerra Republicana de Catalunya (ERC). Suspendido como consecuencia de los sucesos del seis de octubre de 1934 y sustituido momentáneamente por La Ciutat, reapareció el 1 de enero de 1935 y continuó hasta el 24 de enero de 1939, cuando el final de la guerra civil estaba próximo. Sus instalaciones fueron incautadas por FET y de las JONS.
Por la dirección del diario pasaron, entre otros, Lluís Companys (1931-1933), Antoni Maria Sbert (1933-1934), Josep Maria Massip (1934-1936), Josep Maria Lladó (1936-1937), Mariano Rubió Tudurí (1937-1938) o Antoni Roig (1938-1939).
En Montpellier volvió a aparecer como semanario de ERC en el exilio, desde 1946 a 1947; y después de la transición política, entre 1979 y 1986.